# Semión Hitler
Semión Konstantinovich Hitler (ruso: Семён Константинович Гитлер; Orinin, 1922 - Sebastopol, 3 de julio de 1942) fue un soldado del Ejército Rojo que participó en el frente oriental durante la Segunda Guerra Mundial, galardonado con la Medalla al Valor.

## Biografía
Nacido en 1922 en la ciudad de Orinin (ahora Óblast de Jmelnitski, Ucrania) en una familia judía. Miembro del Komsomol, se unió al Ejército Rojo en 1940.
Reclutado al frente por la oficina de reclutamiento del distrito de Orininsky. Fue participante en la defensa de Odesa, fue el artillero de la ametralladora pesada del 73.º batallón de ametralladoras Independiente de la zona fortificada de Tiraspol. El 18 de agosto de 1941 apoyó la ofensiva de un pelotón de fusileros durante la ofensiva a la altura de 174,5 en las batalla por Odesa, durante 8 días destruyó al enemigo con fuego de ametralladora. Fue herido, pero no cesó el fuego. Después de gatear, se abrió camino a través de la ubicación del enemigo durante 10 km. El 9 de septiembre de 1941 se le otorgó la Medalla al Valor, aunque fue nominado a la medalla menos honorable medalla por el Servicio de Combate.
El 3 de julio de 1942, Semión Hitler murió en la batalla por Sebastopol.
A sugerencia de la familia, la siguiente leyenda se hizo popular: el comandante de Orinin descubrió a la familia Hitler, sin embargo, después de revisar sus documentos, tuvo miedo de enviar una familia con el nombre del Führer al gueto.